# 俄罗斯帝国外交部
俄罗斯帝国外交部（俄语：  Министе́рство иностранных дел Российской империи) 是 1802 年至 1917 年俄罗斯帝国负责对外关系的一个部门。
外交部是根据俄罗斯皇帝亚历山大一世1802年9月8日的 "关于建立各部的命令 "的法令成立的。随着外交部的成立，之前的外交事务委员会并没有被解散，而是作为外交部的一个附属机构继续存在，直到1832年4月。根据1832年 "关于组建外交部 "的法令，该部包括办公厅、亚洲司、外交事务委员会、财务司，以及三个主要档案馆：两个在圣彼得堡，一个在莫斯科。
外交部从 1905 年成为内阁的一个部委，直到 1917 年 3 月 2 日在二月革命后解散，尽管残余部分一直担任短命的俄罗斯临时政府的外交部，直到 10 月。它的作用最终在 1923 年被苏联外交部人民委员部取代。

## 外交大臣（部长）列表
| 姓名 | 姓名                                                           | 任期                | 任期                | 国家元首     |
| ---- | -------------------------------------------------------------- | ------------------- | ------------------- | ------------ |
| 1个  | 亚历山大·沃龙佐夫                                              | 1802 年 9 月 8 日   | 1804 年 1 月 16 日  | 亚历山大一世 |
| 2个  | 亚当·耶日·查尔托雷斯基                                         | 1804 年 1 月 16 日  | 1806年6月17日       | 亚历山大一世 |
| 3个  | 安德烈亚斯·埃伯哈德·冯·巴德伯格                                | 1806 年 6 月 17 日  | 1807 年 8 月 30 日  | 亚历山大一世 |
| 4个  | 尼古拉·鲁缅采夫                                                | 1808 年 2 月 12 日  | 1814 年 8 月 1 日   | 亚历山大一世 |
| 5个  | 扬尼斯·卡波季斯特里亚斯 （与卡尔·瓦西里耶维奇·涅谢尔罗迭联合） | 1816 年 1 月 31 日  | 1822 年 8 月 19 日  | 亚历山大一世 |
| 6个  | 扬尼斯·卡波季斯特里亚斯 （与卡尔·瓦西里耶维奇·涅谢尔罗迭联合） | 1816 年 1 月 31 日  | 1822 年 8 月 19 日  | 亚历山大一世 |
| 7    | 卡尔内塞尔罗德                                                 | 1814                | 1856 年 4 月 15 日  | 亚历山大一世 |
| 7    | 卡尔内塞尔罗德                                                 | 1814                | 1856 年 4 月 15 日  | 尼古拉一世   |
| 8个  | 亚历山大·戈尔查科夫                                            | 1856 年 4 月 15 日  | 1882 年 4 月 9 日   | 亚历山大二世 |
| 9    | 尼古拉斯德吉尔斯                                               | 1882 年 4 月 9 日   | 1895 年 1 月 26 日  | 亚历山大三世 |
| 10   | 阿列克谢·洛巴诺夫-罗斯托夫斯基                                 | 1895 年 3 月 18 日  | 1896 年 8 月 30 日  | 尼古拉二世   |
| 11   | 尼古拉·希什金                                                  | 1896 年 9 月 1 日   | 1897 年 1 月 13 日  | 尼古拉二世   |
| 12   | 米哈伊尔·穆拉维约夫                                            | 1897 年 1 月 13 日  | 1900 年 6 月 21 日  | 尼古拉二世   |
| 13   | 弗拉基米尔·兰布斯多夫                                          | 1901 年 1 月 6 日   | 1906 年 5 月 11 日  | 尼古拉二世   |
| 14   | 亚历山大·伊兹沃尔斯基                                          | 1906 年 5 月 11 日  | 1910 年 10 月 11 日 | 尼古拉二世   |
| 15   | 谢尔盖·萨佐诺夫                                                | 1910 年 10 月 11 日 | 1916 年 7 月 20 日  | 尼古拉二世   |
| 16   | 鲍里斯·施图默                                                  | 1916 年 7 月 20 日  | 1916 年 11 月 23 日 | 尼古拉二世   |
| 17   | 尼古拉·波克罗夫斯基                                            | 1916 年 11 月 23 日 | 1917 年 3 月 2 日   | 尼古拉二世   |

### 临时政府/俄罗斯共和国
| 部长 | 部长             | 派对       | 任期              | 任期                | 总理              | 总理        |
| ---- | ---------------- | ---------- | ----------------- | ------------------- | ----------------- | ----------- |
| 18   | 帕维尔·米柳科夫  | 立宪民主党 | 1917 年 3 月 2 日 | 1917 年 5 月 1 日   |                   | 乔治·利沃夫 |
| 19   | 米哈伊尔捷列先科 | 独立的     | 1917 年 5 月 5 日 | 1917 年 10 月 29 日 |                   | 乔治·利沃夫 |
| 19   | 米哈伊尔捷列先科 | 独立的     | 1917 年 5 月 5 日 | 1917 年 10 月 29 日 | 亚历山大·克伦斯基 |             |